# Squatina guggenheim
Squatina guggenheim — вид рода плоскотелых акул одноимённого семейства отряда скватинообразных. Эти акулы встречаются в юго-западной части Атлантического океана на глубине до 360 м. Максимальная зарегистрированная длина 130 см. У них уплощённые голова и тело, внешне они похожи на скатов, но в отличие от последних жабры скватин расположены по бокам туловища и рот находится в передней части рыла, а не на вентральной поверхности. Эти акулы размножаются путём яйцеживорождения.  Рацион состоит из небольших рыб и беспозвоночных. Представляют незначительный интерес для коммерческого рыбного промысла. 

## Таксономия
Впервые вид был научно описан в 1936 году. Голотип представляет собой самца длиной 67 см, пойманного у берегов провинции Буэнос-Айрес. Существуют противоречия относительно таксономии и номенклатуры плоскотелых акул, обитающих у южного побережья Бразилии. В некоторых источниках Squatina punctata и Squatina guggenheimбыли признаны синонимами. В списке акул, обитающих в водах Бразилии, отмечается, что факт присутствия в этом регионе Squatina guggenheim на самом деле касается Squatina punctata, а описание Squatina occulta относится к описанию Squatina guggenheim сделанному в 1936 году, однако никаких аргументов в пользу этих заявлений приведено не было. На основании исследований митохондриальной ДНК было сделано предположении о присутствии в водах южной Бразилии трёх видов скватинообразных: аргентинской скватины, Squatina guggenheim и Squatina occulta.
|  | Squatina dumeril     |
|  |                      |
|  | Squatina californica |
|  |                      |

|  | Squatina occulta    |
|  |                     |
|  | Squatina guggenheim |
|  |                     |

|  | Squatina dumeril     |
|  |                      |
|  | Squatina californica |
|  |                      |

|  | Squatina occulta    |
|  |                     |
|  | Squatina guggenheim |
|  |                     |

|  | Squatina dumeril     |
|  |                      |
|  | Squatina californica |
|  |                      |

|  | Squatina occulta    |
|  |                     |
|  | Squatina guggenheim |
|  |                     |

|  | Squatina dumeril     |
|  |                      |
|  | Squatina californica |
|  |                      |

|  | Squatina occulta    |
|  |                     |
|  | Squatina guggenheim |
|  |                     |

|  | Squatina dumeril     |
|  |                      |
|  | Squatina californica |
|  |                      |

|  | Squatina occulta    |
|  |                     |
|  | Squatina guggenheim |
|  |                     |

|  | Squatina dumeril     |
|  |                      |
|  | Squatina californica |
|  |                      |

|  | Squatina occulta    |
|  |                     |
|  | Squatina guggenheim |
|  |                     |

|  | Squatina dumeril     |
|  |                      |
|  | Squatina californica |
|  |                      |

|  | Squatina occulta    |
|  |                     |
|  | Squatina guggenheim |
|  |                     |

|  | Squatina dumeril     |
|  |                      |
|  | Squatina californica |
|  |                      |

|  | Squatina occulta    |
|  |                     |
|  | Squatina guggenheim |
|  |                     |

В знак признательности за полученные результаты специалисты Комиссии по выживанию акул Международного союза охраны природы подготовили оценку всех видов скватин, номинально обитающих в юго-западной Атлантике: аргентинской скватины,  Squatina guggenheim, Squatina occulta и Squatina punctata.
Вид назван в честь Guggenheim Institución, финансировавшего исследования Томаса Маринни.

## Ареал
Squatina guggenheim являются эндемиками юго-западной Атлантики и обитают от Рио-де-Жанейро, Бразилия, до Патагонии, Аргентина. Эти акулы встречаются в водах континентального шельфа на глубине от 10 до 150, а по другим данным до 360 м. Весной беременные самки переходят на прибрежное мелководье, где находятся природные питомники.

## Описание
У Squatina guggenheim довольно стройное уплощённое тело. Характерные для скватин крыловидные грудные плавники широкие и заострённые. Спинные плавники сильно сдвинуты к хвосту. Хвостовой плавник короткий. Вдоль позвоночника по туловищу и хвостовому стеблю пролегает ряд крупных шипов. Кроме того, у взрослых акул имеются небольшие шипы на кончиках грудных плавников. Окраска коричневатого цвета с немногочисленными тусклыми пятнами. Максимальное количество позвонков 136.

## Биология
Squatina guggenheim ведут ночной образ жизни. Их рацион состоит из костистых рыб и беспозвоночных. Эти акулы размножаются яйцеживорождением. У самок имеется один функциональный яичник. В помёте от 3 до 9 новорожденных. Репродуктивный цикл трёхгодичный.  Максимальная зарегистрированная длина 130 см. Самцы и самки достигают половой зрелости при длине 70—80 см, что соответствует 4—5 годам. Продолжительность жизни около 12 лет.

## Взаимодействие с человеком
Вид представляет незначительный интерес для коммерческого рыбного промысла. В качестве прилова эти акулы попадаются в донные тралы и жаберные сети. Жаберные сети в 6 раз эффективнее для ловли скватин по сравнению с тралами. Беременные самки Squatina guggenheim вскоре после поимки абортируют, что негативно сказывается на их дальнейшей плодовитости, если они выживут, будучи выброшенными за борт. Медленный цикл воспроизводства делает этих акул чувствительными к интенсивному промыслу, локальные популяции быстро истощаются. За период с 1986/87 по 2001/2002 уловы Squatina guggenheim снизились на 15 %, что свидетельствует о перелове, связанном с использовании жаберных сетей. Международный союз охраны природы присвоил этому виду статус «Вымирающий». 